# Saint-Germain-d'Anxure
Saint-Germain-d'Anxure es una comuna francesa situada en el departamento de Mayenne, en la región de Países del Loira.

## Demografía
| 325 | 304 | 295 | 284 | 272 | 274 | 365 |
| Para los censos de 1962 a 1999 la población legal corresponde a la población sin duplicidades (Fuente: INSEE [Consultar]) |     |     |     |     |     |     |